# Marian Klopcic
Marian Klopcic, avstrijski rokometaš, * 14. januar 1992, Celovec.

## Življenjepis
Marian Klopcic (slovensko: Marjan Klopčič) je avstrijski rokometni reprezentant slovenskega rodu. Doma je iz Borovelj (Ferlach) na avstrijskem Koroškem. Rokomet je začel igrati pri devetih letih v tamkajšnjem klubu SC Ferlach. Igra na položaju desnega krila pri avstrijskem prvoligašu A1 Bregenz iz Tirolske. 